# Àcid angèlic
L'àcid angèlic o àcid (Z)-2-metilbut-2-enoic és un àcid orgànic insaturat monocarboxílic. Es troba a l'Apiàcia, entra d'altres plantes. És també un àcid emprat com a mesura defensiva de certs coleòpters. L'àcid angèlic porta el nom d'una planta, archangelica angelica, des de les arrels del qual s'obtenia el 1842 per L. A. Buchner la primera mostra.
L'àcid angèlic té un enllaç doble entre el segon i tercer carboni de la cadena, amb els substituents en posició cis. És un cos volàtil, de gust i olor àcida pudent. Es cristal·litza en prismes monoclínics incolors. L'àcid angèlic s'utilitzava terapèuticament com un sedant. Els cristalls que es fonen a 45°C, són solubles en aigua calenta i en els solvents orgànics. Per ebullició de la solució aquosa es transforma en el seu esteroisòmer, l'àcid tíglic o àcid (E)-2-metilbut-2-enoic, que es diferencia només en la posició del grup metil de l'extrem de la cadena, el carboni 4, respecte al doble enllaç.